# Takashi Shimura

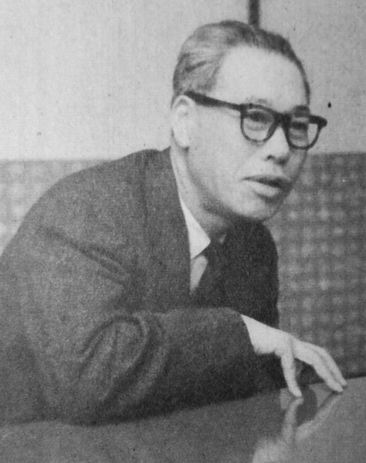
Takashi Shimura

Takashi Shimura (Japans: 志村 喬, Shimura Takashi) pseudoniem van Shimazaki Shōji (Japans: 島崎捷爾) (Ikuno (Hyogo), 12 maart 1905 - Tokio, 11 februari 1982) was een Japans acteur. Hij werkte veel samen met Akira Kurosawa.
Takashi Shimura werd geboren in een geslacht van samoerai. Aan de universiteit stichtte hij een theatergezelschap en in 1930 werd hij lid van een professionele theatergroep. Hij speelde zijn eerste filmrollen in 1935 en 1936 in films van Mansaku Itami en Kenji Mizoguchi. In 1943 werkte hij voor het eerst samen met Kurosawa en tot 1965 zou hij in bijna elke film van deze regisseur meespelen. Hij speelde de houthakker in Rashomon en speelde in 1954 ook mee in Godzilla. Zijn laatste rol was in Kagemusha van Kurosawa, maar zijn scènes werden weggeknipt in de Europese versie van deze film.
- Biblioteca Nacional de España: XX1341542
- Bibliothèque nationale de France: cb14039075d (data)
- Catàleg d'autoritats de noms i títols de Catalunya: 981058512208506706
- CiNii: DA13318396
- Gemeinsame Normdatei: 131754149
- International Standard Name Identifier: 0000 0001 0891 9490
- Library of Congress Control Number: n85201979
- Bibliotheek van het Japanse parlement: 00623727
- Nationale Bibliotheek van Tsjechië: pna2007370765
- Nationale Bibliotheek van Israël: 987007429713605171
- Nederlandse Thesaurus van Auteursnamen: 127178368
- Système universitaire de documentation: 055476856
- Virtual International Authority File: 42040820
- WorldCat: E39PBJkhKXwkC88MD4pGGVxv73